# Scherzo n. 4 (Chopin)
Lo Scherzo in Mi maggiore, op. 54 è una composizione per pianoforte di Fryderyk Chopin; scritta nel 1842 è il quarto e l'ultimo dei suoi Scherzi.

## Storia
Molto probabilmente Chopin scrisse lo Scherzo in Mi maggiore durante l'estate del 1842 durante il soggiorno estivo nella residenza di George Sand a Nohant; offrendolo quindi per la pubblicazione il 15 dicembre di quell'anno al consueto editore tedesco Breitkopf & Härtel il musicista ne chiese in pagamento una cifra di 500 franchi. La casa editrice di Lipsia lo pubblicò l'anno successivo, come pure Schlesinger a Parigi; Wessel a Londra ne fece un'edizione solo nel 1845. La dedica fu per due allieve, sorelle; a Jeanne de Caraman sulla pagina autografa e per la versione tedesca, e a Clotilde de Caraman per quella francese.
La critica accolse tiepidamente questo brano in confronto al successo che aveva riservato ai primi Scherzi, probabilmente per il carattere più moderato e privo di quei momenti di esuberanza e furore presenti negli altri tre;per lo stesso motivo è anche il meno popolare e il meno eseguito dei quattro.

## Analisi
Unico basato principalmente su una chiave maggiore, lo Scherzo op. 54 occupa un posto a parte rispetto ai tre precedenti (op. 20, op. 31, op. 39) che presentano, nei momenti di intensa energia, un carattere di grande impeto e veemenza quasi "demoniaca". Lo Scherzo in Mi maggiore, benché abbia anch'esso un'indicazione di Presto, non è concitato; è stato scritto con una mano molto più leggera, a tratti esuberante, ma con un piglio "giocoso". Non presenta alcun momento drammatico, l'atmosfera che ispira è quasi fiabesca, luminosa, ricca di pura poesia, anche se non mancano alcuni momenti più appassionati e intensi. Per questo aspetto, più aereo e sereno, si avvicina maggiormente allo Scherzo come era inteso in tempi precedenti, quale brano che serviva ad alleggerire l'importanza e la gravità di alcuni movimenti delle sonate e delle sinfonie.
Strutturalmente lo Scherzo in Mi maggiore si riallaccia alla divisione in tre parti già usata in passato dal musicista nell'op. 20, portandola qui a una completa realizzazione. All'esposizione di due temi principali segue lo sviluppo del primo che presenta però, inaspettatamente, l'introduzione di una nuova idea variata, prima della riesposizione dello stesso. Segue il Trio, in tonalità di Do diesis minore, che espone un'ampia melodia dal carattere profondamente sentito. Anche la ripresa accoglie continue novità di diverse varianti che portano alla Coda finale di una grande velocità. Le melodie presenti sono molte, a volte difficilmente classificabili fra principali e secondarie; l'elemento timbrico assume in questo brano una grande rilevanza; la ricerca in tal senso diventa fondamentale per il musicista; l'identificazione delle note passa infatti in secondo piano rispetto a come vengono eseguite le melodie, ora iridescenti, ora immateriali, quasi aeree; sono suoni che necessitano di un timbro "neutro", dalla caratteristica che anticipa una modalità impressionistica, simile a quello utilizzato anni dopo da Debussy nelle Estampes o nei Préludes. Una delle pagine più alte nella produzione del musicista polacco, lo Scherzo in Mi maggiore è un'opera "proiettata decisamente verso il futuro".